# Iwan Lorenz
Iwan Leopoldowicz Lorenz, ros. Иван Леопольдович Лоренц (ur. 2 października 1890 w Łodzi, zm. 28 lipca 1941) – rosyjski adwokat, radziecki dyplomata.
W 1913 ukończył studia prawnicze na uniwersytecie w Sankt Petersburgu, po czym został adwokatem. W 1915 został zmobilizowany do armii rosyjskiej. Ukończył w stopniu podporucznika michajłowską szkołę artyleryjską. Doszedł do stopnia porucznika. W grudniu 1917 wszedł w skład delegacji bolszewickiej prowadzącej negocjacje pokojowe z Niemcami. Po podpisaniu traktatu pokojowego w Brześciu Litewskim w marcu 1918, został urzędnikiem Ludowego Komisariatu (Narkomatu) Spraw Zagranicznych. W kwietniu tego roku skierowano go do Niemiec w charakterze sekretarza poselstwa politycznego Rosji Sowieckiej. W listopadzie powrócił do Piotrogrodu. W 1919 wstąpił do Rosyjskiej Partii Komunistycznej (bolszewików). Objął funkcję wojskowego komisarza (wojenkoma) artylerii 15 Armii Frontu Zachodniego. W 1920 był sekretarzem delegacji sowieckiej prowadzącej rozmowy pokojowe z Litwą, Łotwą i Finlandią. Od 1921 pełnił funkcję I sekretarza poselstwa politycznego Rosji Sowieckiej w Polsce. Pod koniec sierpnia 1923 został pełnomocnym przedstawicielem ZSRR na Litwie, 9 lipca 1925 w Finlandii, zaś 24 lutego 1927 na Łotwie. Od jesieni 1929 był I sekretarzem ambasady ZSRR w Niemczech. Po powrocie do Moskwy w 1930 stanął na czele grupy do spraw pedagogiki Sektora Nauki Narkomatu Oświaty. Od 1931 był urzędnikiem Narkomatu Handlu Wewnętrznego. 17 marca 1935 skierowano go do Austrii jako pełnomocnego przedstawiciela ZSRR. Pod koniec września 1938 odesłano go do Moskwy.
15 października 1939 został aresztowany przez NKWD. Po procesie skazano go na początku lipca 1941 na karę śmierci wykonaną przez rozstrzelanie 28 lipca.